# Europavej E40
E40 er en den længste europavej på mere end 8.000 kilometer, der begynder i Calais i Frankrig og ender i Ridder i Kasakhstan.

## Rute
E40 passerer blandt andet gennem:
- Frankrig: Dunkerque
- Belgien: Veurne, Brugge, Gent, Bruxelles, Leuven, Liège og Eupen
- Tyskland: Aachen, Köln, Gummersbach, Olpe, Siegen, Wetzlar, Gießen, Bad Hersfeld, Herleshausen, Eisenach, Gotha, Erfurt, Weimar, Jena, Gera, Chemnitz, Dresden, Bautzen og Görlitz
- Polen: Zgorzelec, Legnica, Wrocław, Opole, Gliwice, Katowice, Jaworzno, Kraków, Tarnów, Rzeszów og Korczowa
- Ukraine: Lviv, Dubno, Rivne, Zjytomyr, Kyiv, Lubny, Poltava, Kharkiv, Slovyansk, Debaltseve og Luhansk
- Rusland: Kamensk-Shakhtinsky, Volgograd og Astrakhan
- Kasakhstan: Atyrau og Beyneu
- Usbekistan: Kungrad og Nukus
- Turkmenistan: Daşoguz
- Usbekistan: Bukhara, Samarkand, Jizzakh og Tasjkent
- Kasakhstan: Shymkent og Taraz
- Kirgisistan: Bisjkek
- Kasakhstan: Korday, Almaty, Taldykorgan, Usharal, Taskesken, Ayagoz, Georgiyevka og Oskemen

Vejen tager en større omvej gennem Centralasien. Den korteste vej mellem Calais og Ridder er omkring 2.000 kilometer kortere, hovedsagelig ved at benytte Europavej E30 via Berlin, Moskva og Omsk.